# Paraphonus vicinus
Paraphonus vicinus is een rechtvleugelig insect uit de familie krekels (Gryllidae). De wetenschappelijke naam van deze soort is voor het eerst geldig gepubliceerd in 1956 door Chopard.